# Wapen van Hidalgo
Het wapen van Hidalgo werd in 1922 naar een idee van José Vasconcelos ontworpen door Diego Rivera.
Het wapen bestaat uit een schild tussen twee gekruiste vlaggen: links een blauwe vlag met daarop Onze-Lieve-Vrouw van Guadalupe, de beschermheilige van Mexico, en rechts de Mexicaanse vlag. De vlag waarop Onze-Lieve-Vrouw van Guadalupe staat moet de geboorte van de Mexicaanse onafhankelijkheid symboliseren, omdat deze vlag ook door Miguel Hidalgo, waarnaar de staat Hidalgo is vernoemd, werd gebruikt.
Het schild bestaat uit twee velden. In het bovenste veld staat een berg afgebeeld als symbool van de bergen in Hidalgo (Trans-Mexicaanse Vulkanengordel, Oostelijke Sierra Madre) en de waterscheiding in die bergen. Linksboven in dit veld staat een klok, als verwijzing naar de Grito de Dolores, de oproep tot onafhankelijkheid door Miguel Hidalgo in 1810. Rechtsboven staat een frygische muts met laurier, symbolen van vrijheid en overwinning. In het onderste veld wordt een militaire trom afgebeeld als verwijzing naar drie grote thema's in de geschiedenis van Mexico: de Mexicaanse Onafhankelijkheidsoorlog, Reforma en de Mexicaanse Revolutie. Hieromheen bevinden zich symbolen die naar de mijnbouw verwijzen.
Het wapen staat centraal in de niet-officiële vlag van Hidalgo.